# Museo internazionale dell'orologeria
Il Museo internazionale dell'orologeria è un museo dedicato all'orologeria ubicato a La Chaux-de-Fonds.

## Storia e descrizione
Nel 1865 la scuola di orologeria di La Chaux-de-Fonds decise di mettere insieme una collezione di vecchi orologi: seguì il 24 marzo 1902 l'apertura di un museo nello stesso edificio dove aveva sede la scuola. La collezione crebbe nel corso degli anni tanto che il museo fu ampliato per tre volte: nel 1907, nel 1952 e nel 1967. Tuttavia la sede non rispondeva più alle esigenze sempre maggiori della collezione: il comitato del museo propose quindi al comune di La Chaux-de-Fonds di costruire un nuovo edificio. Il nuovo museo venne inaugurato nel 1974 secondo i più moderni standard di architettura e museografia.
Il museo ospita 4 500 oggetti di cui 2 700 orologi e circa 700 orologi da parete, la maggior parte fabbricati in Svizzera. Tra le opere: un orologio meccanico di Pierre Jaquet-Droz, uno dei primi cronometri marini di Ferdinand Berthoud, diversi orologi di Abraham-Louis Breguet, orologi comtoise e una replica di un orologio astronomico di Giovanni Dondi dall'Orologio. Annesso al museo è un centro di restauro e un centro di ricerca.